# 柿沼宏嗣
柿沼 宏嗣（かきぬま ひろつぐ、1945年 - ）は、日本の10弦ギター・クラシック・ギター演奏家。
小原安正、ナルシソ・イエペス、アンドレス・セゴビア、レヒーノ・サインス・デ・ラ・マーサ 、ホセ・トマスに師事。

## 来歴
- 1964年：小原安正に師事。
- 1967年：第10回ギターコンクール（現・東京国際コンクール）主席、スペイン大使、文部大臣奨励賞を受賞
- 1969年：デビューリサイタルを行う（東京上野文化会館）。スペインにてレヒーノ・サインス・デ・ラ・マーサに師事。スペイン・コンセルヴァトリオ "サンティアゴ・デ・コンポステーラ"[1]にて奨学生としてホセ・トマスに学ぶ。
- 1970年：ローマ合奏団指揮者、ローマ・コンセルバトリオ（国立音楽院）院長・ファザーノ氏よりイタリア国立音楽院教授として招聘される（1972-1979年勤務）。
- 1971年：アンドレス・セゴビアに師事。フランスの音楽雑誌 "Vie de Musique" に記された「コンポステーラ記」にて "カキヌマの音の美しさをセゴビアが語る" として F・オルテイスが掲載。
- 1972年：イタリア放送協会主催、青年演奏家コンクール優勝。ヴィオッティ弦楽四重奏団と共に、ニコロ・パガニーニ作品の初公演（世界初演）の演奏旅行を各地で行う （現・トリノ四重奏団 - 1955年よりパブロ・カザルスやアンドレス・セゴビアなど多くの著名な演奏家と合奏を行っている）。コロンビア大学教授M・リンドゥリーに、音楽学を師事（精神音楽、ムジコロジィ。1978年より師の助手を勤める）。
- 1973年：RAI国立交響楽団と各地を共演し、カステッランマーレ・ディ・スタービア市より名誉演奏家として金メダルを贈られる。
- 1974年：ナルシソ・イエペスに師事（パリ、後年バルセロナ、トリノ）。編曲出版（伊・スコメニア社、東京ギタルラ社）
- 1975年：イタリア夏期音楽講習会（マッターホルン）でギター料を担当。ヨーロッパ各地演奏旅行。
- 1976年：ジェノバ現代音楽祭に入選。パリ、バルセロナ国際フェスティバルに出演。
- 1979年：国際夏期音楽祭・講習会（パンパラート市）においてギター科主任教授。トリノ県アヴィリアーナ市立音楽院長に就任（教授として精神音楽科も担当）。
- 1980年：ギター教則本Palloncini che volano 1を出版。1982年の日本帰国まで、ヨーロッパ各地で数百回のコンサート、各地で賞やメダルを数多く表彰。
- 1982年：帰国。後に、演奏活動のほか総監督として名勝『行道山浄因寺〔足利市〕』にて『行道山音楽祭』を９回にわたり主宰・開催。
- 栃木県足利市名誉市民となる

## 使用楽器
- 10弦ギター - 1978:en:Ignacio Fleta作

## ディスコグラフィー

### CD・アルバム
- 《夢の想い出》"Souvenir D'un Reve" (1996)
- 《月の光・シャコンヌ》"claire de lune  Ciaccona" ()
- 《イタリア キエリ大聖堂コンサート》"想い出のイタリア" Ricirdo d'Italia (2022)

## 著書・出版
- Palloncini che volano ITALIA / Hirotsugu KAKINUMA
- グラナドス：スペイン舞曲第4番 （柿沼宏嗣・編） - ギタルラ社